# День бабушек и дедушек
День бабушки и дедушки — это памятный день, посвященный пожилым людям в семье, который дополняет День матери и День отца. Этот день отмечается только в некоторых странах, с разным названием, основаниями и датами. В странах с христианской культурой было выбрано 26 июля, поскольку в этот день католическая литургия чествует святых Иоакима и святую Анну, родителей Девы Марии и, следовательно, бабушек и дедушек Иисуса.
Кроме того, ООН пропагандирует на международном уровне чествование дня памяти пожилых людей в целом: Международный день пожилых людей или же "День Деда" - 17 ноября

## Торжества в разных странах

### Аргентина
В Аргентине, помимо 26 июля, также можно праздновать «День бабушки» во второе воскресенье ноября и «День дедушки» в третье воскресенье августа.

### Боливия
В Боливии 22 августа отмечают «День пожилого человека». Дата была установлена в 1978 г.

### Бразилия
В Бразилии 26 июля отмечают «День бабушек и дедушек».

### Канада
Празднование в этой стране было учреждено в 1995 году после того, как парламент одобрил постановление No. 273, предложенное депутатом Саркисом Ассадуряном. Второе воскресенье сентября каждого года было объявлено Днем бабушек и дедушек, призванное отметить их важную работу в семье, а также в уходе за детьми и воспитании.

### Чили
В Чили отмечаются две разные даты: День пожилого человека отмечается 1 октября в соответствии с Верховным декретом № 125 от 2004 года; 15 октября — Национальный день престарелых и дедушек в соответствии с Постановлением 754 Министерства внутренних дел 1977 года.

### Колумбия
В Колумбии его отмечают 16 августа. Официально учрежден как День бабушек и дедушек указом 1740 от 2 августа 1990 г.

### Коста-Рика
В Коста-Рике 1 октября отмечают Национальный день пожилых людей.

### Куба
На Кубе 26 июля отмечают День бабушек и дедушек.

### Эквадор
В Эквадоре 31 октября отмечают Национальный день пожилых людей.

### США
В США он называется «Национальный день бабушек и дедушек» и отмечается в первое воскресенье после Дня труда. Говорят, что происхождение фестиваля связано с попытками Эрмин Беккет Ханна из Северных Сиракуз, штат Нью-Йорк, в 1961 году признать старших и их важность. 21 февраля 1990 года Джеймс Т. Уолш, член парламента от Нью-Йорка, высоко оценил усилия Эрмин Беккет Ханна в Палате представителей Соединённых Штатов, поблагодарив её за её роль в установлении Дня бабушек и дедушек.
Другие указывают на Мэриан Маккуэйд из округа Фейет, штат Западная Вирджиния, которую сенатор Аль Д’Амато и президент Джимми Картер также признали основательницей Национального дня бабушек и дедушек. Маккуэйд рассказывала в своих выступлениях для молодежи о важности вклада старейшин на протяжении всей истории. Она также призывала молодых людей «усыновить» бабушку и дедушку не только на один день в году, но и на всю жизнь.
В 1973 году сенатор Дженнингс Рэндольф подал ходатайство об объявлении Дня бабушек и дедушек национальным праздником. Пять лет спустя, в 1978 году, Конгресс принял закон, согласно которому первое воскресенье после Дня труда в сентябре было объявлено Национальным днем бабушек и дедушек.

### Испания
В Испании 26 июля отмечают День бабушек и дедушек. Этот день совпадает с днем памяти святых Анны и Иоакима, родителями Девы Марии и, следовательно, бабушкой и дедушкой Иисуса по материнской линии. Их считают «покровителями» всех бабушек и дедушек.
Проведение этого праздника в 1998 году пропагандировала общественная организация «Посланники мира».

### Гватемала
В Гватемале 26 июля отмечают День бабушек и дедушек.

### Франция
Во Франции «День бабушки» начали отмечать в 1987 году в первое воскресенье марта.

### Гондурас
В Гондурасе Национальный день бабушек, бабушек и дедушек отмечается в последнее воскресенье августа  ; Однако многие отмечают его и 26 июля.

### Италия
В Италии 2 октября отмечают День бабушек и дедушек.

### Мексика
Отмечается 28 августа. Первоначально он назывался «День пожилых людей», «День старости», а затем «Национальный день пожилых людей», а затем был переименован в Национальный день пожилых людей. Одно дело — празднование Дня бабушек и дедушек, а другое — Национальный день пожилых людей; Это два разных понятия, объединённых в одну дату (28 августа). Чтобы понять эту разницу, важно помнить, что не все бабушки и дедушки являются пожилыми людьми и не все пожилые люди являются бабушками и дедушками. Первый праздник был основан в 1983 году, а второй зародился в 1994 году в городе Чиуауа.

### Никарагуа
В Никарагуа с 2014 года День дедушки и бабушки отмечается 26 июля каждого года " в знак признания их вклада в формирование, развитие и воспитание семьи "; Дата была установлена законодательным декретом Национального собрания Никарагуа, чтобы " признать присутствие дедушки и бабушки в семье ".

### Панама
В Панаме его отмечают 26 июля.

### Парагвай
В Парагвае его отмечают 26 июля.

### Перу
В Перу его отмечают 26 июля.

### Польша
В Польше 21 января отмечают День бабушки («Dzień Babci»). День дедушки («Дзень Дзядка») отмечается 22 января.

### Португалия
В Португалии 26 июля отмечают День бабушек и дедушек («dia dos avós»).

### Пуэрто-Рико
В Пуэрто-Рико его отмечают во второе воскресенье сентября.

### Великобритания
В Великобритании День бабушек и дедушек отмечают в первое воскресенье октября. Празднование было организовано в 1990 году неправительственной организацией Age Concern.

### Уругвай
В Уругвае День дедушки отмечают 19 июня, в день рождения героя Хосе Гервасио Артигаса.

### Венесуэла
В Венесуэле 29 мая отмечают Национальный день пожилых людей. Он также отмечается 26 июля, в день, когда католическая церковь отмечает день святых Анны и Иоакима, родителей Марии и бабушки и дедушки Иисуса.

### Доминиканская Республика
В Доминиканской Республике 29 мая отмечают Национальный день пожилых людей. Он также отмечается 26 июля, в день, когда католическая церковь отмечает день святых Анны и Иоакима, родителей Марии и бабушки и дедушки Иисуса.

## Вклад организаций

### Посланники мира
НПО «Посланники мира» с 1998 года каждый год 26 июля отмечает День дедушки. Организация исходят из того, что в случаях, когда родители не могут обеспечить надлежащий уход за своими детьми, бабушки и дедушки берут на себя роль опекунов.
- Consejo Nacional del Día de los Abuelos (en inglés)
- Historia del Grandparents Day (USA y Canadá) (en inglés)
- National Grandparents Day en Grandparents.com (en inglés)